# 穆格龍山脈

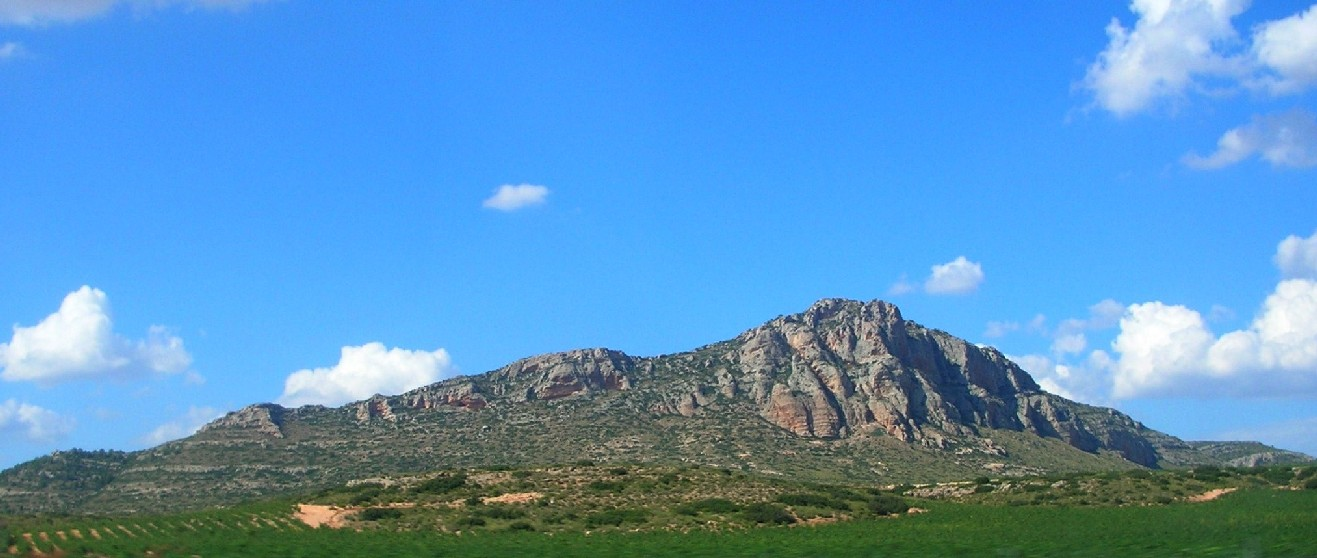

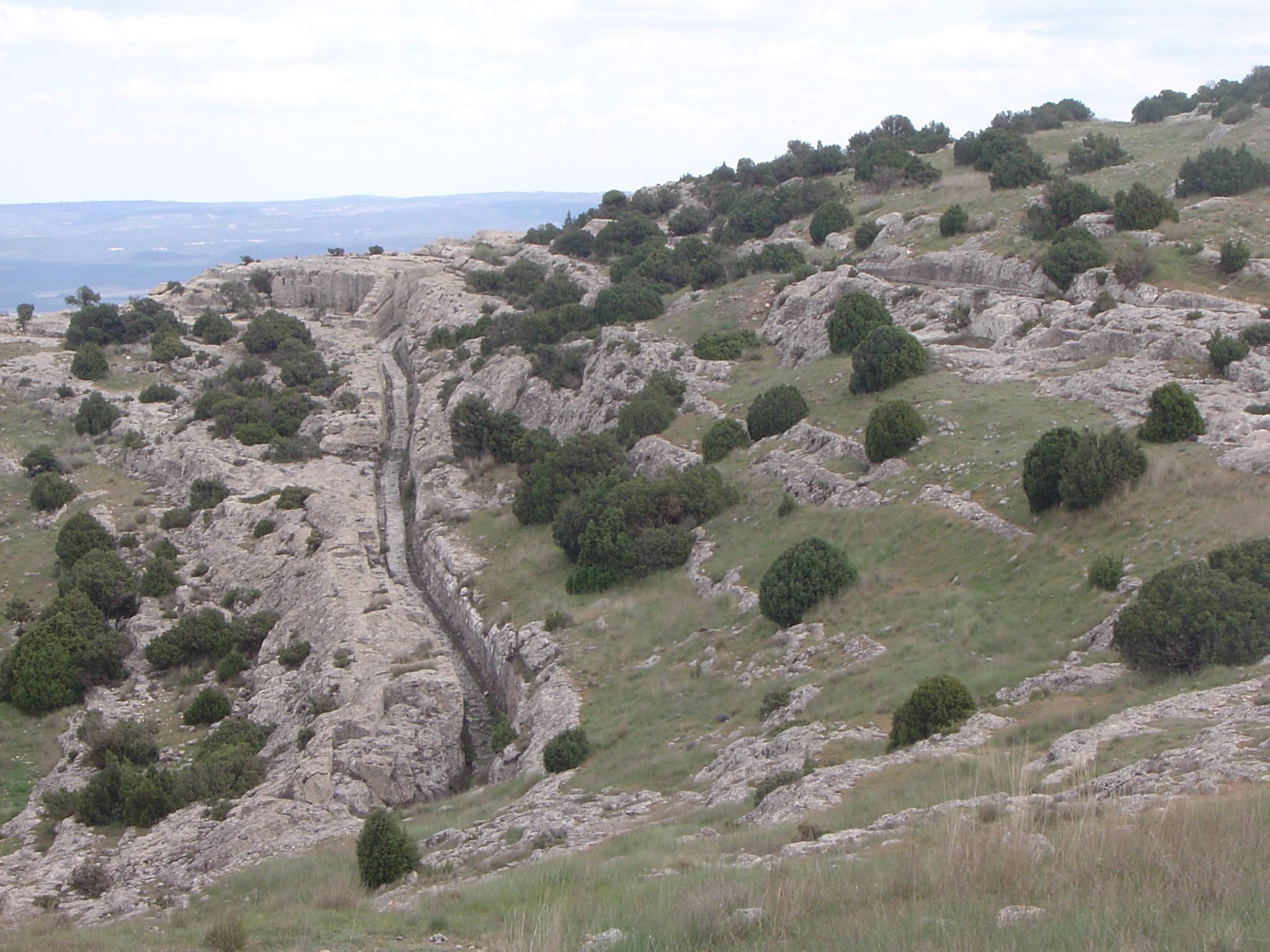

38°55′21″N 01°09′22″W / 38.92250°N 1.15611°W
穆格龍山脈（西班牙語：Sierra del Mugrón）是西班牙的山脈，位於該國東部，橫跨華倫西亞自治區和卡斯提亞-拉曼查，處於伊比利亞半島和普雷貝蒂科山脈之間，長16.6公里，海拔高度1,209米。